# La casa del ángel
La casa del ángel es una película argentina en blanco y negro que se estrenó el 11 de julio de 1957, basada en la novela homónima ganadora de un Premio Emecé de Beatriz Guido, publicada en 1954 y que sirvió como trampolín a una fructífera carrera literaria. Llevada al cine por su esposo, el director de cine Leopoldo Torre Nilsson, pronto se convirtió en un éxito de taquilla, tanto por su  estética como por lo novedoso de la forma en que había sido filmada.
La película supuso el inicio de una manera de filmar que Nilsson continuó utilizando durante muchos años, estrechamente vinculada con el estilo de la nouvelle vague francesa, y lanzó al estrellato a la pareja Elsa Daniel y Lautaro Murúa. Además, contó con las actuaciones de Jordana Fain, Guillermo Battaglia, Berta Ortegosa y Bárbara Mújica.
La casa del ángel fue seleccionada como la segunda mejor película del cine argentino de todos los tiempos en la encuesta realizada por el Museo del Cine Pablo Ducrós Hicken en 1977, mientras que ocupó el puesto 6 en la edición de 1984 y el 10 en la de 2000. En una nueva versión de la encuesta organizada en 2022 por las revistas especializadas La vida útil, Taipei y La tierra quema, presentada en el Festival Internacional de Cine de Mar del Plata, la película alcanzó el puesto 22.

## Argumento
Ambientada en los años veinte, la historia se centra en Ana Castro, una adolescente de catorce años que vive con una madre muy religiosa y un padre —el Dr. Castro— interesado en la política y en el gobierno. Ana vive también con sus hermanas: Julieta —quien desobedece abiertamente las enseñanzas religiosas de su madre— e Isabel, siempre ausente y a veces muy estricta y vanidosa. Ana comienza a experimentar nuevos cambios en su vida, que la dejarán totalmente confundida.
En las vacaciones de verano su prima Vicenta llega a visitar a la familia y siempre tiene intenciones de fastidiar a Ana con los muchachos, e incluso hablan de sexo y asuntos que ella no está acostumbrada a escuchar.
En el transcurso de los días, Ana comienza a perturbarse con las obsesiones religiosas de su madre, pensamientos acerca del sexo y la imagen del infierno y el apocalipsis que le inculca su nana. Pero su vida cambiará al conocer al diputado Pablo Aguirre, un hombre mujeriego que mató a varios oponentes en los duelos. 
Aguirre reta a un duelo de pistola al diputado Esquivel, un opositor que lo acusa de fraudulento. El duelo se va a hacer en la casa de Ana, dónde pensando que puede ser su último baile la invita a bailar en una fiesta.
La noche en que se realiza el duelo, Ana se acerca al cuarto de Aguirre para desearle suerte y le da su rosario. Allí, Aguirre termina violándola y Ana se dirige a su cuarto. Luego, esta le desea la muerte en el duelo pero Aguirre sobrevive y se hace amigo de su padre.
Pasan los años, Aguirre sigue yendo a casa de Ana a visitar a su padre y se quedan horas platicando. La violación nunca se devela y Ana termina triste deambulando por las calles. Ella menciona que ve a Aguirre en todas partes e incluso aparece hasta en los momentos más críticos.

## Comentarios
En 1998, Pablo Torre, hijo de Torre Nilson, dirigió una película con un título muy similar, La cara del ángel, en su recuerdo. El nombre se debe a que fue rodada en una mansión del barrio de Belgrano demolida en 1974 que ostentaba como singular detalle la escultura de un ángel, por lo que era oficialmente conocida como Palacio Delcasse.
Elsa Daniel ya había sido dirigida por Torre Nilsson en Graciela y volvió a serlo en La mano en la trampa (donde volvió a trabajar con Lautaro Murúa) y La caída.

## Reparto
- Elsa Daniel interpreta al personaje de Ana Castro, una joven adolescente que vive perturbada por su madre, quien es muy religiosa y su nana quien le habla del infierno. Su comportamiento es tímido y aislador ya que su única compañía es su prima Vicenta.
- Lautaro Murúa interpreta al personaje de Pablo Aguirre, un diputado mujeriego que vive con su prometida, Cristina. Este próximamente tendrá varios enfrentamientos en la política y llega a un duelo de muerte con su rival, el diputado Esquivel.
- Berta Ortegosa  interpreta a la Sra. de Castro, madre de Ana, Isabel y Julieta. Siempre está al tanto de sus hijas, y es capaz de percibir el pecado en tan solo una mirada.
- Bárbara Mujica interpreta a Vicenta, una joven que visita a la familia Castro los fines de semanas y en las vacaciones. Ella fastidia a Ana hablándole del sexo y le pide un reto de besar a una estatua de un hombre desnudo que se encontraba en el jardín.
- Yordana Fain interpreta a Nana, una mujer religiosa que mortifica a Ana hablándole del infierno y sobre la venida de Cristo. Además, se encarga de la enseñanza de hábitos religiosos de las hermanas Castro.
- Guillermo Battaglia interpreta al Dr. Castro, un hombre interesado en la política, es padre de Ana y sus hermanas. Este ofrece su casa para que se lleve a cabo el duelo entre los diputados Esquivel y Aguirre.
- Lilí Gacel interpreta a Julieta Castro, hermana de Isabel y Ana. Es una joven que no respeta el hábito y reglas espirituales que su madre le enseña y es sorprendida cuando se niega a bañarse con la ropa  puesta.
- Nora Massi interpreta al personaje de Isabel Castro, hermana de Julieta y Ana. De apariencia ausente y aislada, le gusta la moda en los vestidos y es sorprendida por su madre mientras se probaba un vestido descubierto frente al espejo.
- Alejandro Rey interpreta a Julián, el primo de Ana y sus hermanas. Éste se encontraba de visita en la casa de la familia Castro y es sorprendido por Ana,  quien se dirige corriendo hacia el y lo besa sin motivo alguno.
- Paquita Vehil interpreta a Cristina, novia de Pablo Aguirre.

### Otros intérpretes
- Alicia Bellán
- Elvira Moreno
- Domingo Mania
- Beto Gianola
- Miguel Caizzo
- Alberto Barcel
- Roberto Bordoni
- Amalia Britos
- Florián Mitchel
- Pedro Garza
- Rosita Zucker
- O. López Sansac
- Félix Tortorelli
- Eva Pisarro
- Miguel Cossa
- Alberto Rudoy
- G. Cadeiras
- Enrique Kossi
- Arsenio Perdiguero
- Susana Latou

## Lugar de filmación
La película fue rodada en Buenos Aires, específicamente en la calle Cuba 1919 del barrio de Belgrano,  donde quedaba situada la mansión Cassale utilizada como escenario principal de la película.
Posteriormente, a fines de la década del 70, la mansión fue demolida.
Actualmente en su terreno hay un edificio de departamentos y un paseo comercial que conserva el nombre Casa del Ángel.

## Estrenos
La película se proyectó por primera vez en un cine de la calle Corrientes de Buenos Aires el 11 de julio de 1957, habiendo iniciado su rodaje en inicios de junio. Acto seguido disfrutó de una buena comercialización, llegando a los Estados Unidos en agosto del mismo año con el título The House of the Angel. Más tarde, fue vista en muchos cines de países latinoamericanos y así su carrera comercial se extendió hasta Japón, donde se estrenó en 1957 y Alemania Federal, donde se estrenó en 1969.
| Fechas de estreno (Fuente: IMDb). | |                |                                                                 |
| País                              | Fecha de estreno | País           | Fecha de estreno                                                |
| Francia                           | 17 de mayo de 1957 En el Festival de Cannes                                                                                 | Argentina      | 11 de julio de 1957                                             |
| Uruguay                           | 11 de julio de 1957 | Reino Unido    | 30 de abril de 1959                                             |
| Japón                             | 22 de septiembre de 1959 | Estados Unidos | 29 de agosto de 1960                                            |
| Australia                         | 23 de mayo de 1961 | Finlandia      | 11 de abril de 1966                                             |
| Alemania                          | 10 de febrero de 1969 Programa de ZDF                                                                                       | España         | 21 de mayo de 1971                                              |
| Argentina                         | 20 de marzo de 2022 Proyección especial de la Filmografía de Leopoldo Torre Nilsson en el Festival de Cine de Mar del Plata | Estados Unidos | junio de 2010 Proyección especial en el Festival de Los Ángeles |

## Crítica
Leslie Halliwell (en Halliwell’s Film Guide, Londres 1989, 7.ª edición) escribió:

«Fascinante clásico menor, en un estilo fuertemente wellesiano.»

Roland en  Crítica escribió:

«La técnica es continua búsqueda. No hay vacilaciones. Siempre la cámara persigue el mejor efecto o se mueve curiosamente o entra en los personajes para sorprender la intimidad psicológica.»

Eric Rohmer opinó:

«Esta es la mejor película que ha llegado desde Sudamérica desde el comienzo del cine.»

Manrupe y Portela escriben:

«La obra emblemática de Torre Nilsson y la confirmación de su estilo, después de Graciela. Todo subraya la decadencia, la pacatería, el machismo, la pérdida de la inocencia a pesar de todo. Formalmente influenciada por Ingmar Bergman, por Wyler, por Luis García Berlanga, puede hablarse de cine argentino. Y es el comienzo de una nueva forma de expresión que influiría en la futura generación del ’60.»

## Análisis cinematográfico
El film tiene una densidad novelística poco corriente en el cine, su fidelidad a la obra es tal que a la hora de trasponer al plano fílmico mundos propios de la escritura -la primera voz del texto- consigue conservar su faz literaria sin ser impersonal. Rica en términos simbólicos predominan atmósferas absorbentes y el aura poética de la obra es innegable de principio a fin. Para este cometido Torre Nilsson hace uso de los primeros planos sobre los personajes, intensificando el rol de sus personajes, esos que están sujetos a la sutil observación de ese ojo que todo lo ve –la cámara- y que nos hace cómplices de sus mundos tan extraños.
El personaje central de la historia conlleva desde su origen literario síntomas de locura y decadencia, donde se mezclan inseguridades y certezas del presente y del pasado en lo que por momentos parece un imaginario onírico. Es interesante el abordaje a una temática tan intocable como la religión inclusive desde su perspectiva fanática en cuanto al miedo al pecado inculcado, a la que se anima a desafiar, aquí vista desde una dualidad amenazante: culpa y castigo, alivio y amenaza. El film nos da pautas sobre la génesis de la desgracia que envuelve a su protagonista. Desde Ana y su vinculación con el resto de los personajes, Torre Nilsson ahonda en la incomunicación en medio de una sociedad llena de tabúes donde la censura religiosa habla de una concepción arcaica de la misma. Casi como una radiografía del ser nacional reprimido, figura que abordaría con recurrencia el cine-crítico realista que por esos años emergía.

## Reconocimiento
La película está basada en una novela de Beatriz Guido, quien había recibido el Premio Emecé en 1955. Más tarde, en la 18.ª edición de los Premios Globo de Oro, la película fue candidata a la categoría de "Mejor película de habla no inglesa". Además, compitió por el Palma de oro en el Festival de Cannes. 
| Año  | premio             | Categoría                                             | Nominado               | Resultado |
| ---- | ------------------ | ----------------------------------------------------- | ---------------------- | --------- |
| 1961 | Globo de Oro       | Globo de Oro a la mejor película en lengua no inglesa | Leopoldo Torres Nilson | Nominado  |
| 1957 | Festival de Cannes | Palma de oro                                          | Leopoldo Torres Nilson | Nominado  |